# Enciclopedia sovietică azeră
Enciclopedia sovietică azeră (în azeră Азәрбајҹан Совет Енсиклопедијасы, acronim АСЭ; cu litere latine: Azərbaycan Sovet Ensiklopediyası, ASE) este o enciclopedie universală în limba azeră. Publicată de Academia de Științe a Republicii Socialiste Sovietice Azerbaidjană (astăzi Academia Națională de Științe din Azerbaidjan), este prima enciclopedie universală în limba azeră. În perioada 1976-1987 au fost publicate 10 volume. O parte din subiectele istorice sunt reinterpretate în varianta comunistă. Editorii șefi au fost Rasul Rza și Jemil Guliyev.

## Volume
| Volum | An   | Cuvânt           |
| ----- | ---- | ---------------- |
| 1     | 1976 | А-БАЛЗАК         |
| 2     | 1978 | БАЛЗАМ-ГАЈДАР    |
| 3     | 1979 | ГАЈБІБОВ-ЕЛДАРОВ |
| 4     | 1980 | ЕЛДЭКЭЗ-ИТАВИРА  |
| 5     | 1981 | ИТАЛИЈА-КУБА     |
| 6     | 1982 | КУБА-МИСИР       |
| 7     | 1983 | МИСИЛ-ПРАДО      |
| 8     | 1984 | ПРАДО-СПРИНТ     |
| 9     | 1986 | СПУТНИК-ФРОНТОН  |
| 10    | 1987 | ФРОСТ-ШҮШТЭР     |